# Basilique Notre-Dame d'Avesnières
Pour les articles homonymes, voir Basilique Notre-Dame.
La basilique Notre-Dame d'Avesnières est une basilique située à Laval, dans le département français de la Mayenne. Elle se trouve dans le quartier d'Avesnières, sur la rive droite de la Mayenne et au sud du centre-ville.
Elle fait partie de la paroisse « La Trinité - Avesnières - Cordeliers », qui regroupe notamment la cathédrale de Laval et l'église des Cordeliers.
L'église existe au moins depuis le XIe siècle, mais elle a obtenu son aspect actuel au XIIe siècle, lorsque des bénédictines y ont installé un prieuré. Les religieuses ont quitté Avesnières pendant la guerre de Cent Ans et l'église est alors redevenue simple église paroissiale. Elle a été élevée au rang de basilique mineure en 1898, par le pape Léon XIII.
L'édifice, de style roman, possède aussi un clocher mêlant les architectures gothique et Renaissance. Son chevet, étagé et ponctué de chapelles voûtées en cul-de-four, est son élément le plus remarquable. La basilique possède enfin un certain nombre de statues anciennes.
L'église figure sur la liste des 1 034 premiers monuments historiques français classés en 1840.

## Histoire

### Moyen Âge et époque moderne

#### Légende locale

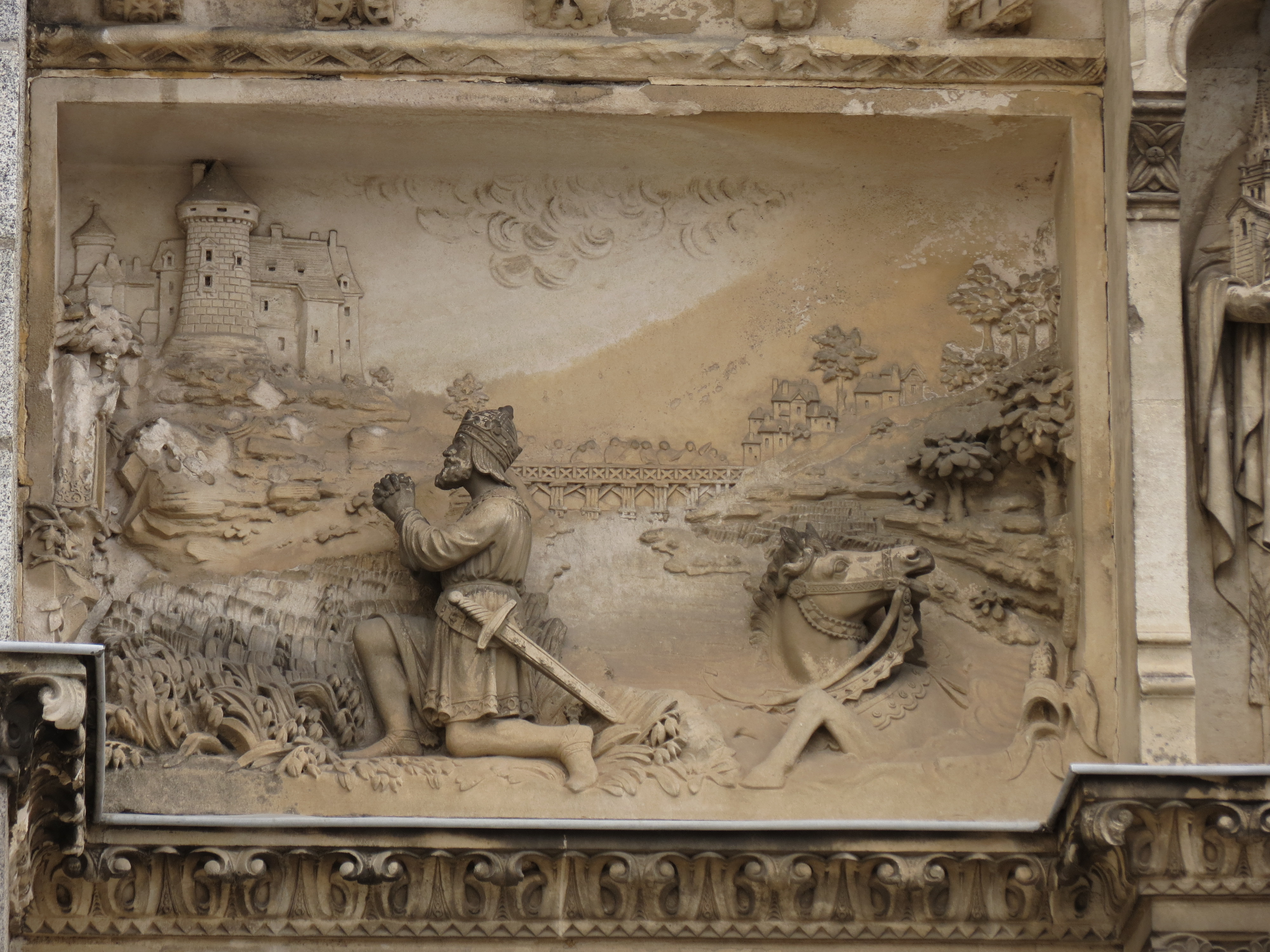
Bas-relief du XIX illustrant la légende de la fondation de l'église.

Une légende locale tente d'expliquer la fondation de l'église. Guy Ier de Laval, seigneur de la fin du XIe siècle, aurait chuté dans la Mayenne avec son cheval alors qu'il descendait du château. Emporté par le courant, il aurait été ramené sur la rive à Avesnières. Ainsi sauvé de la noyade, il aurait fait la promesse à la Vierge de faire construire une église à cet endroit. Cette légende a été écrite pour la première fois par Perrette de Montbron, prieure d'Avesnières morte en 1516.

#### Mentions
Cependant, l'église d'Avesnières est bien antérieure à Guy Ier. En effet, elle est mentionnée pour la première fois au début du XIe siècle. Elle est alors décrite comme ancienne, et elle existait donc déjà vraisemblablement au Xe siècle. L'édifice est restauré vers 1040 et 1050 par Yves de Saint-Berthevin, vassal du comte de Laval,. Celui-ci consacre l'église à la Vierge Marie, puis son fils Garin l'offre à des bénédictines en 1073.
Richilde, qui était abbesse du Ronceray d'Angers, accepte la donation et envoie à Avesnières une petite colonie de ses sœurs, dont elle établit prieure Agnès de Laval en 1040. Elles font de l'église le siège d'un prieuré. L'édifice conserve en même temps sa vocation paroissiale.
Le nombre des religieuses s'étant bientôt augmenté, Guy Ier leur donne ses dîmes d'Avesnières, de Bonchamps et de Saint-Pierre-le-Pottier, et, la maison d'Avesnières ne pouvant les contenir toutes, on en établit des colonies dans les deux autres lieux, à chacun desquels fut attaché un chapelain.
L'église est presque totalement reconstruite par les bénédictines au cours de la seconde moitié du XIIe siècle.

#### Guerre de Cent Ans
Lors de la guerre de Cent Ans, les Anglais prennent Avesnières en 1429. Ils pillent et incendient l'église et le prieuré. Les sœurs se réfugient définitivement à Angers. L'église reste endommagée pendant plusieurs décennies et les premières travées de la nef ne sont refaites qu'en 1478. Guy XV de Laval désire y rétablir les religieuses et à cet effet obtient du pape une bulle, datée de l'an 1488. La charge de prieure d'Avesnières avait continué à avoir une titulaire à l'abbaye du Ronceray. Les conditions de retour des religieuses ne peuvent être satisfaites et les religieuses ne reviendront pas dans le prieuré. La dignité de prieure d'Avesnières subsista néanmoins au Ronceray. Avesnières demeura simple paroisse.

#### Pèlerinage
C'est à la suite de la guerre de Cent Ans que l'église est devenue une destination de pèlerinage. Le pape Innocent III avait accordé des indulgences très étendues à ceux qui visiteraient Notre-Dame et contribueraient à la reconstruction du couvent.
L'afflux de pèlerins permettait en effet de réunir les fonds nécessaires aux travaux de restauration. L'objet du pèlerinage d'Avesnières est une statue du XIVe siècle illustrant la « Madone d'Avesnières », qui aurait sauvé Guy II de la noyade, d'après la légende locale. Selon Guillaume Le Doyen, chroniqueur du XVIe siècle, cette Madone guérissait les maladies.
Des ressources considérables étaient donc à la disposition de la paroisse et il est résolu qu'on les consacrerait à d'importantes constructions. La nef fut réparée et l'on commença à élever le clocher. Le clocher est élevé de 1534 à 1538 sur des plans de Jamet Nepveu. La croix et le coq dont il est surmonté y sont placés le 27 août 1538.
En 1708, François Vignier élève dans l'église d'Avesnières un autel dédié à la sainte Vierge. Cette œuvre a disparu lors de la restauration de 1859.

### Époque contemporaine

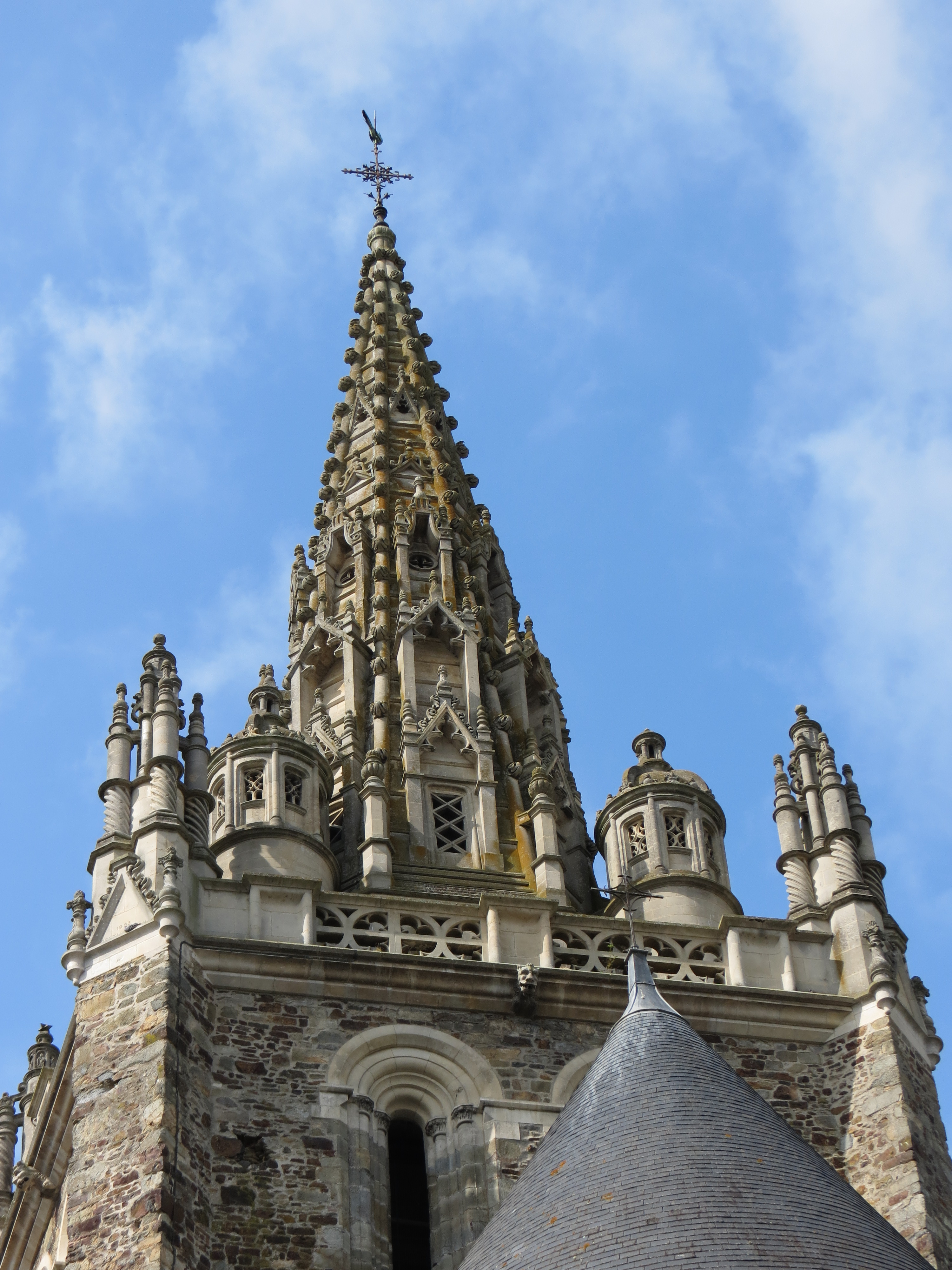
La flèche, reconstruite dans les années 1870.

L'église d'Avesnières est épargnée par la Révolution et c'est la première église lavalloise rendue au culte, le 4 mai 1800.
L'église reçoit par ailleurs les corps des 14 martyrs de Laval.
La seconde moitié du XIXe siècle est marquée par de grands événements. Le premier a lieu le 9 décembre 1855, l'année de la création du diocèse de Laval. Casimir Wicart, premier évêque de Laval, se rend à l'église d'Avesnières pour y proclamer la bulle de Pie IX promulguant le dogme de l’Immaculée Conception. Plus de 10 000 personnes assistent à l'événement. Le pape place par ailleurs l'église sous le patronage de l'Immaculée. En 1859, il la fait finalement consacrer à Notre-Dame de Lorette. Cette même année, la statue de la Vierge d'Avesnières est couronnée, entraînant une grande procession,.
Pendant la guerre franco-allemande de 1870, l'évêque de Laval promet de faire reconstruire le clocher, en mauvais état, en remerciement de la protection de la Vierge sur la ville. Les travaux ont lieu de 1874 à 1876, et la flèche est refaite à l'identique. D'autres travaux sont ensuite entrepris : les premières travées ainsi que la façade ouest sont refaites de 1883 à 1887.
L'église est élevée au rang de basilique mineure le 10 juillet 1898, par un bref du pape Léon XIII. D'importantes processions saluent cette élévation, et d'autres grandes fêtes religieuses ont lieu en 1910, pour le cinquantenaire du couronnement de la Vierge d'Avesnières, puis en 1944, lors de la Libération de la ville, et enfin en 1988, pendant l'année mariale.
Le 31 mai 1944 est marqué par l'accident d'un avion allemand qui heurte la basilique d'Avesnières et s'écrase au Sacré-Cœur.

## Architecture
La basilique possède un plan en croix latine, avec un chevet légèrement désaxé, qui évoque la tête penchée de Jésus Christ sur la croix. L'édifice fait environ 55 mètres de long pour 34 mètres de large. Dans son ensemble, il est caractéristique de l'art roman, à l'exception notable du clocher, qui mêle des éléments gothiques et Renaissance.

Plan de la basilique, avec les différentes époques de construction.

### Nef et portail

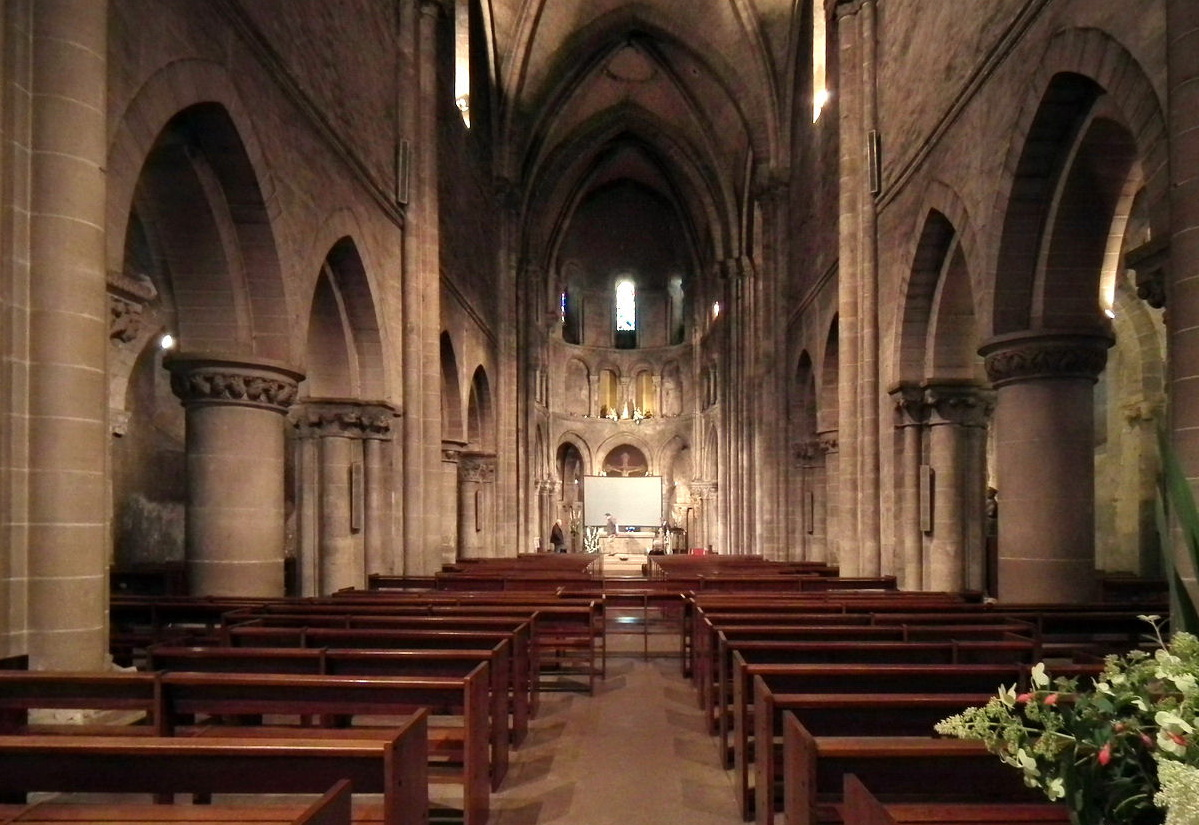
La nef.

L'église possède une nef large, bordée de bas-côtés. Ses voûtes font 17,5 mètres de haut. Elles sont voûtées d'ogives, tandis que celles des bas-côtés sont en arêtes. L'ensemble est éclairé par des fenêtres en plein-cintre. La nef a été endommagée pendant la guerre de Cent Ans, et la première travée fut refaite au XVe siècle. Les deux premières travées furent totalement reconstruites au XIXe siècle, d'après des plans des architectes Lambert et Eugène-Joseph Hawke.
La nef s'ouvre sur un portail néoroman construit dans les années 1880, en même temps que les deux premières travées de la nef. Il est orné de trois bas-reliefs. Ils illustrent trois grands moments de l'histoire de l'édifice : la légende de Guy II de Laval, le couronnement de la Vierge d'Avesnières en 1859, et le vœu de l'évêque de Laval en 1871, qui annonce la reconstruction du clocher si la ville est épargnée par l'armée prussienne.

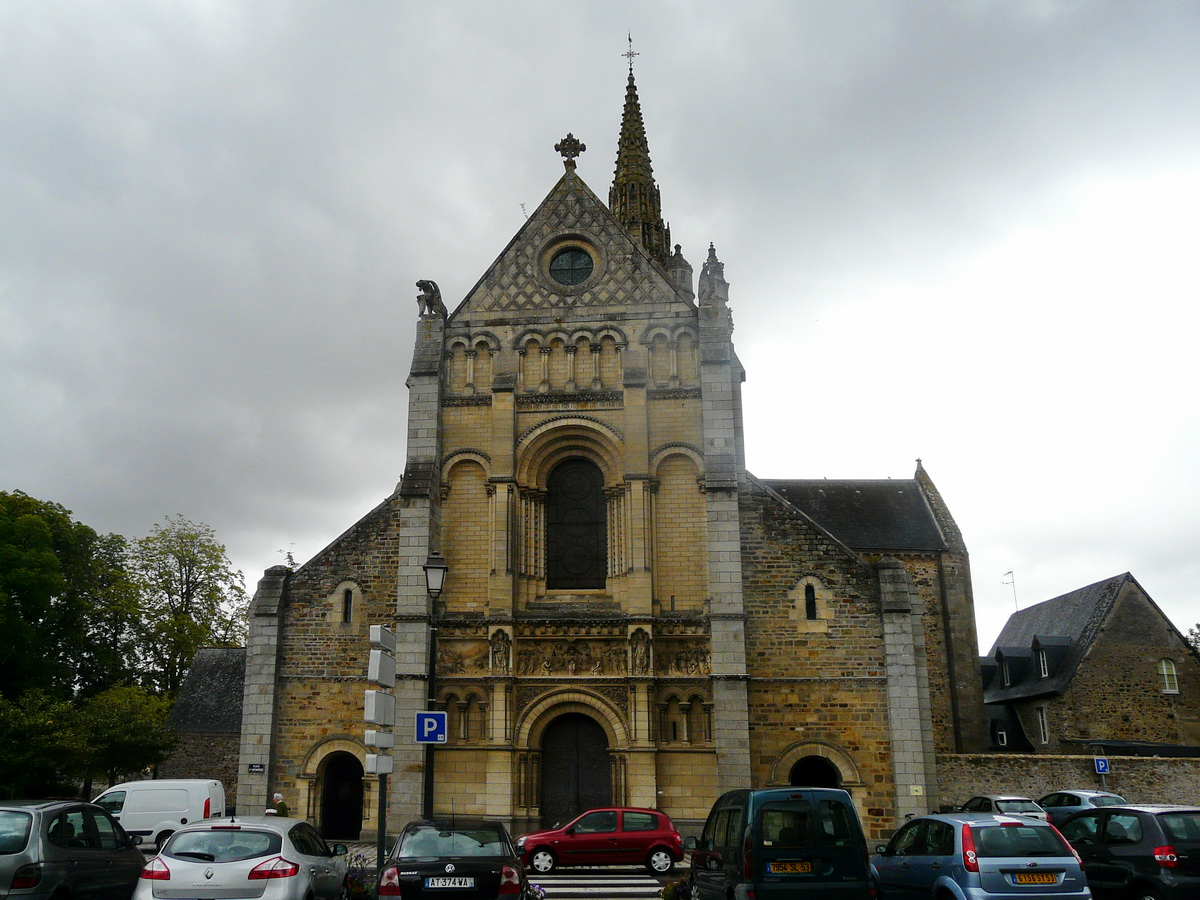
Le portail.
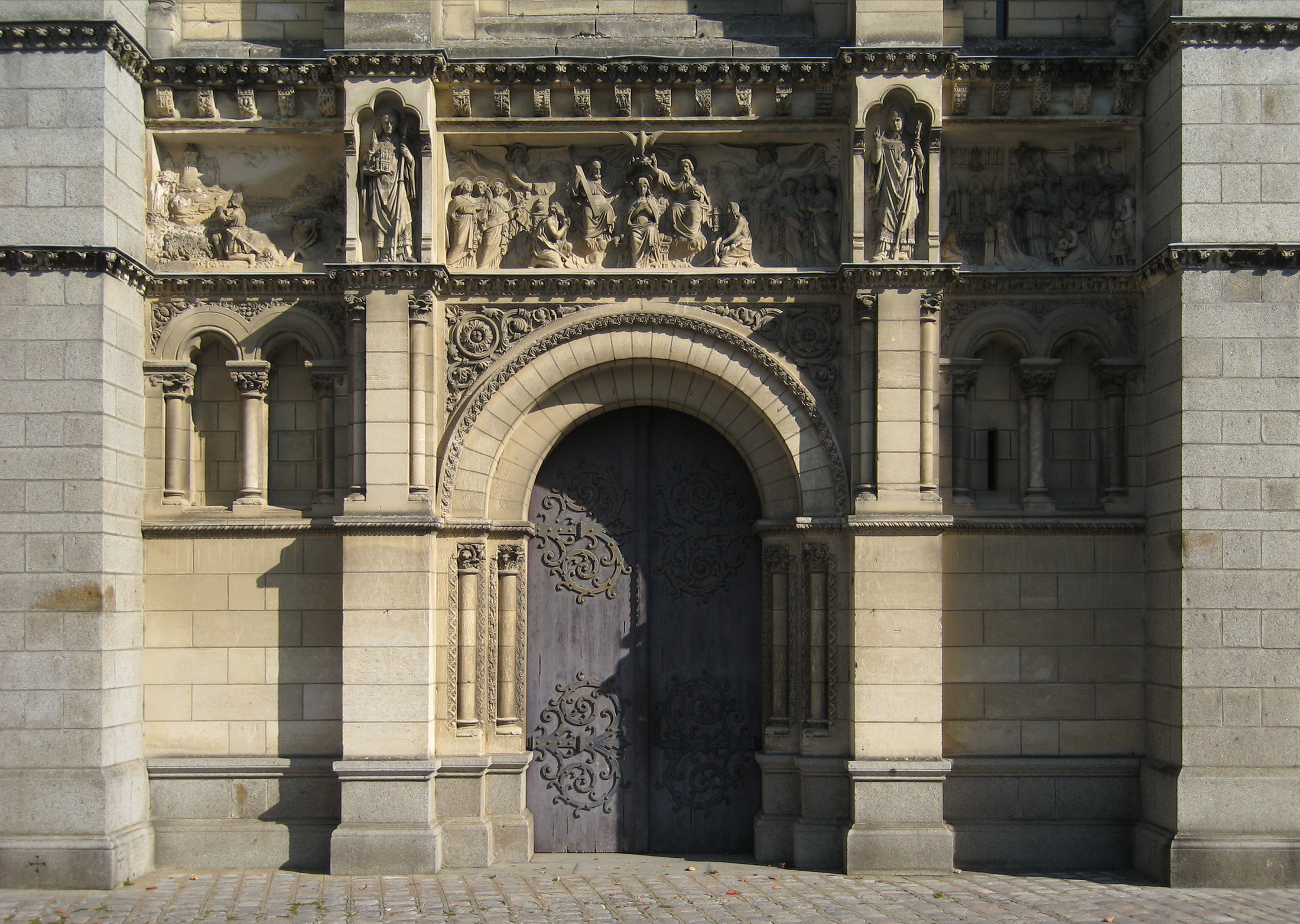
Détail du portail, avec les trois bas-reliefs au-dessus du porche.
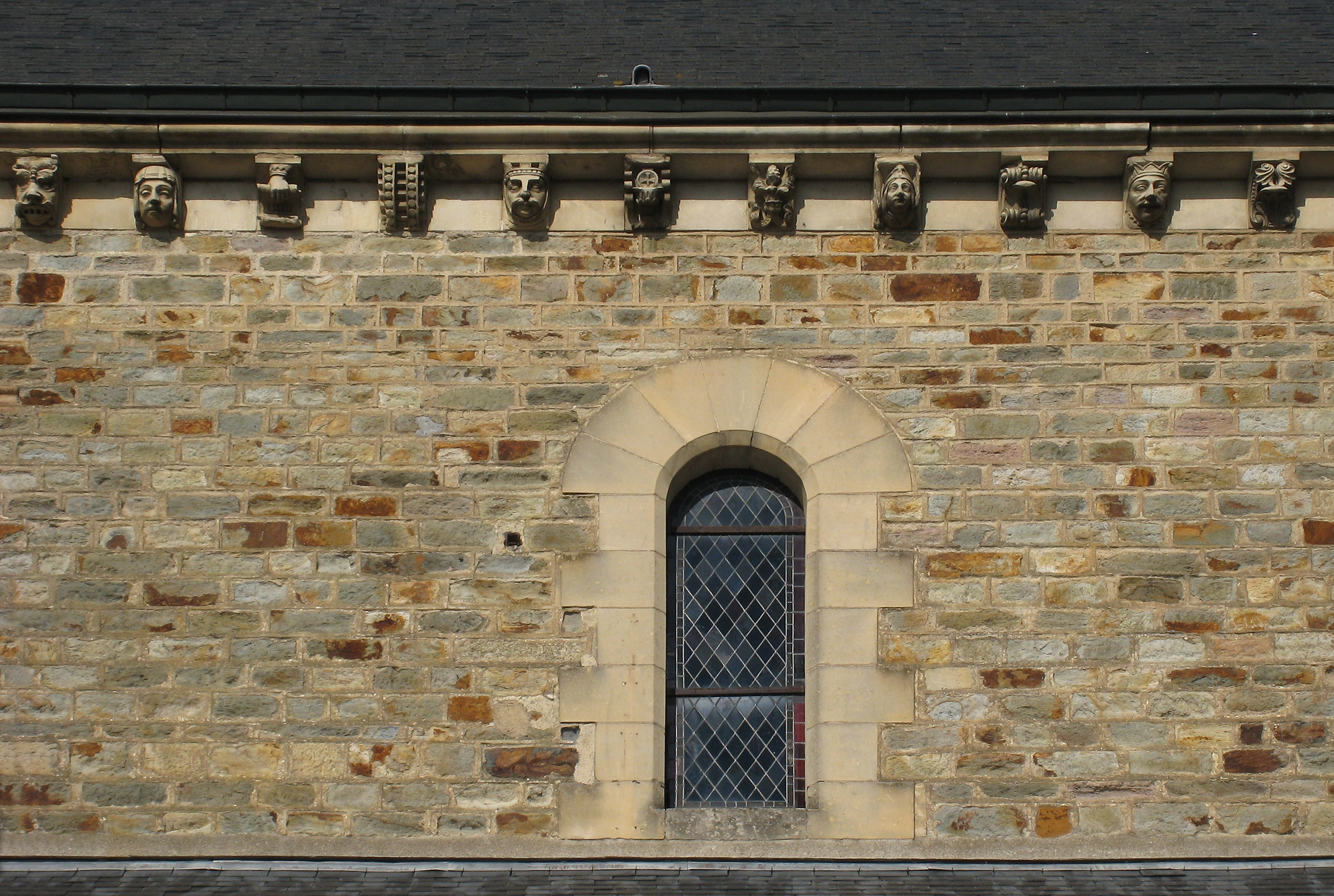
Une baie de la nef.

### Chevet et transept

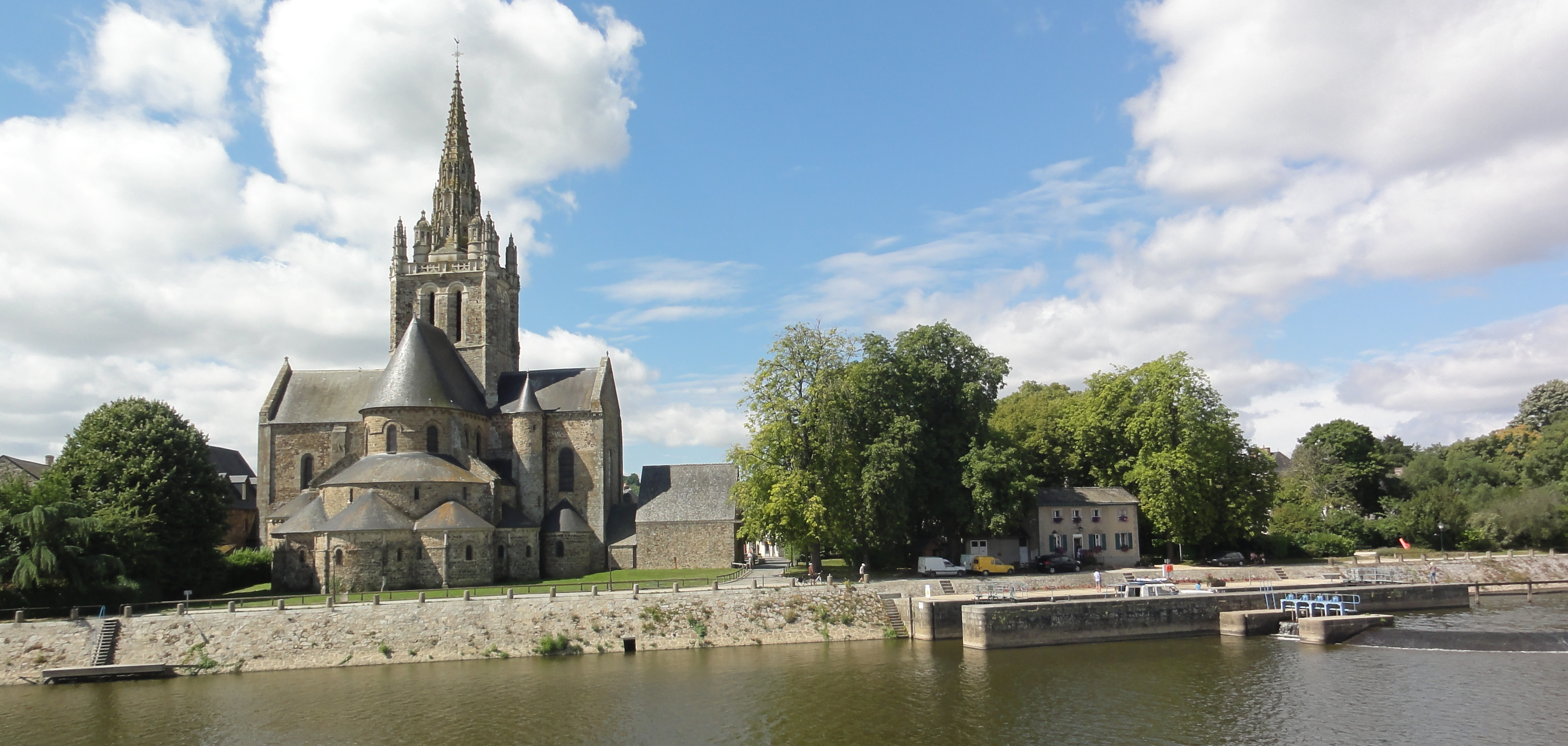
Le chevet de la basilique et la Mayenne.

Le chevet est l’élément le plus remarquable de l'église. C'est la partie la plus ancienne de l'édifice, et sa particularité réside dans sa silhouette étagée visible à l'extérieur. Le chevet possède un déambulatoire et cinq chapelles rayonnantes en cul-de-four. Ces chapelles sont contiguës. Le transept est saillant et il possède lui aussi des chapelles en cul-de-four. Les voûtes possèdent un schéma similaire à celui de la nef et de ses bas-côtés : celles du transept et du chœur sont en ogives, comme la nef, tandis que le déambulatoire est en arêtes, comme les bas-côtés.
Le chœur est formé par sept arcades reposant sur des colonnes monocylindriques. Ces arcades soutiennent un triforium de douze arcs en plein-cintre. Au-dessus, sept fenêtres, également en plein-cintre, permettent l'éclairage du chœur. Chaque fenêtre et chaque arc est encadré par des petites colonnes. Les chapiteaux qui ornent ces colonnes datent d'époques diverses, ce qui donne une grande variété de motifs, incluant des masques, des animaux imaginaires, des végétaux, des rinceaux, des entrelacs, des crossettes...

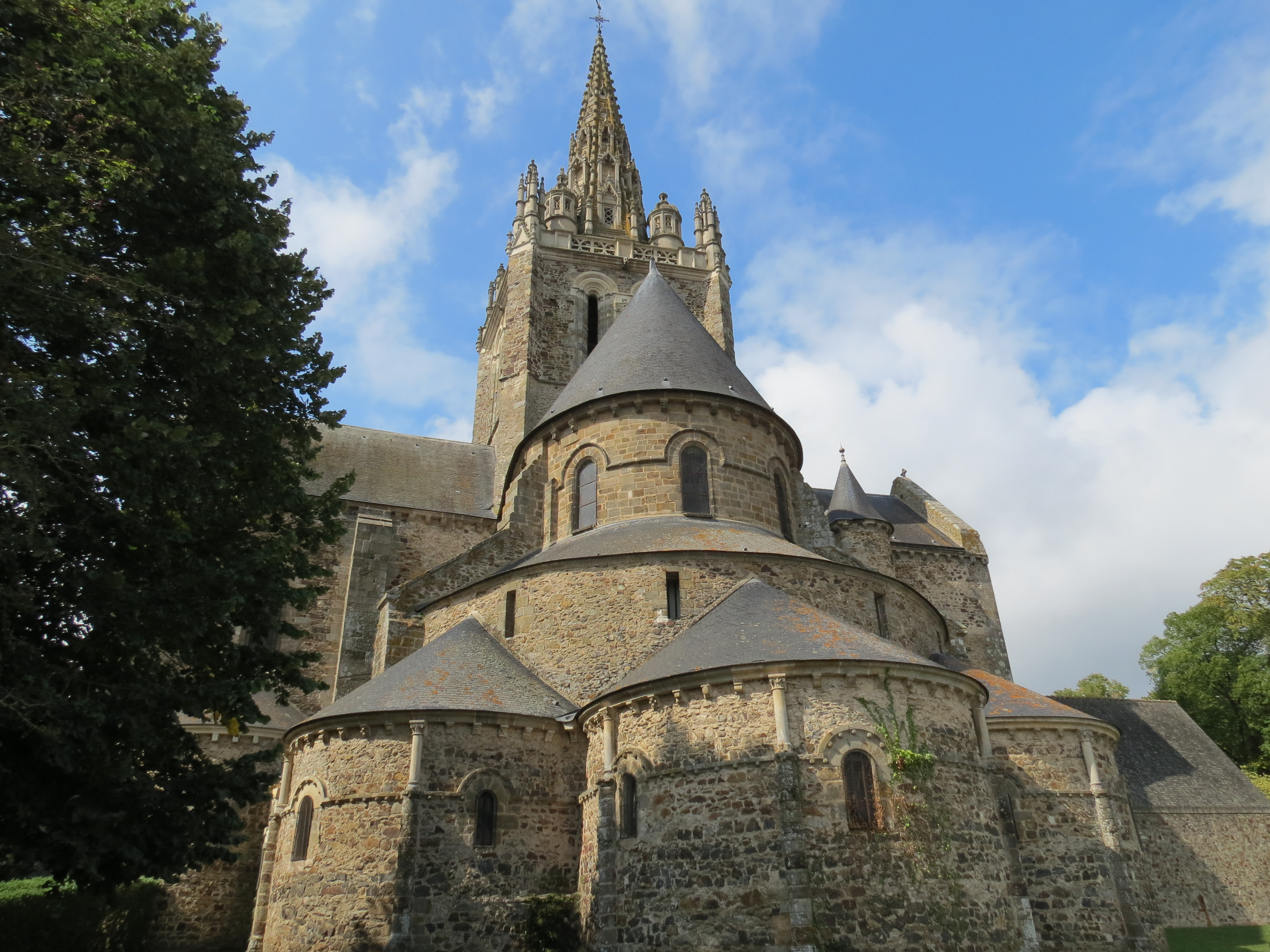
Le chevet.
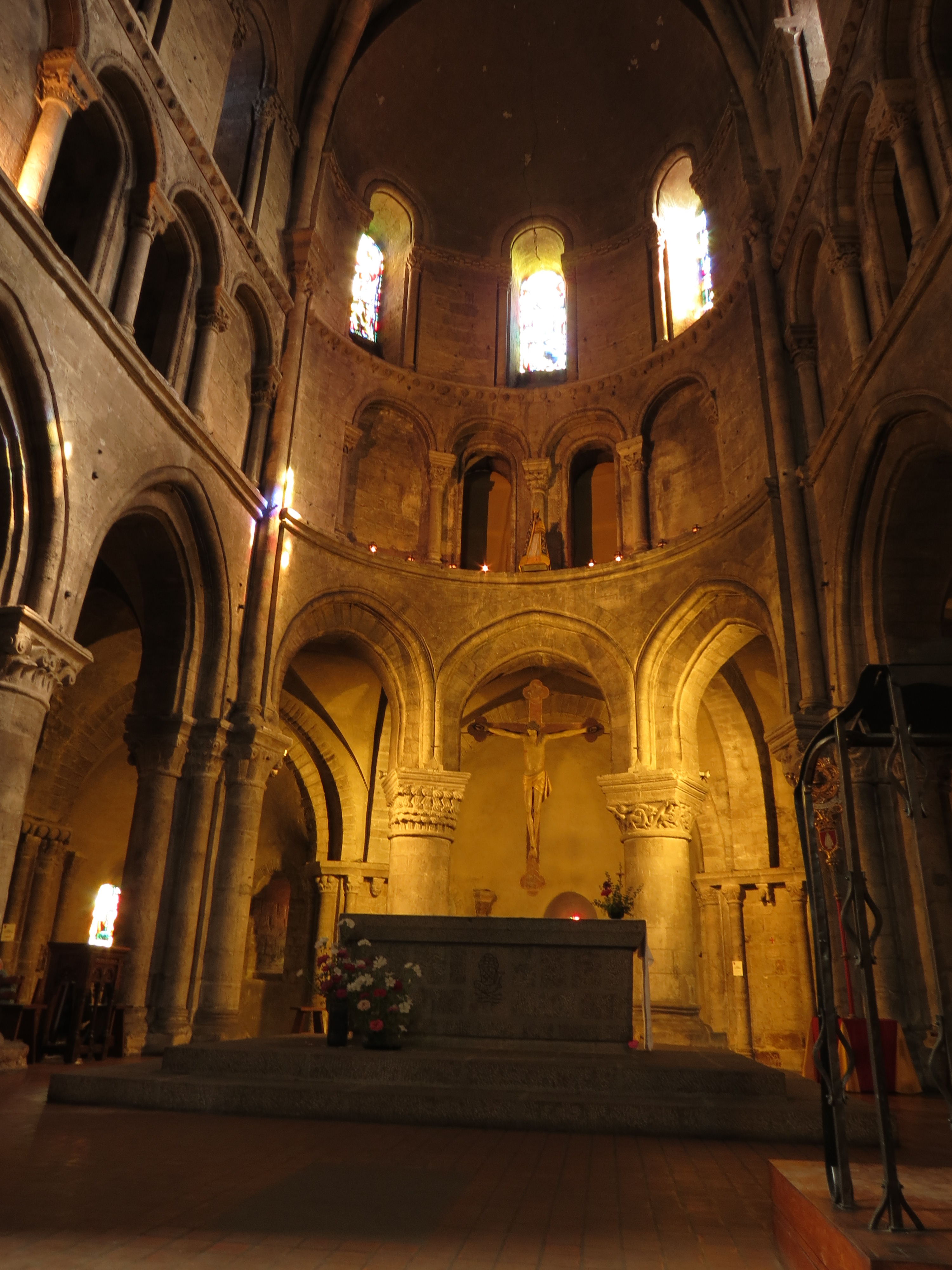
Le chœur.
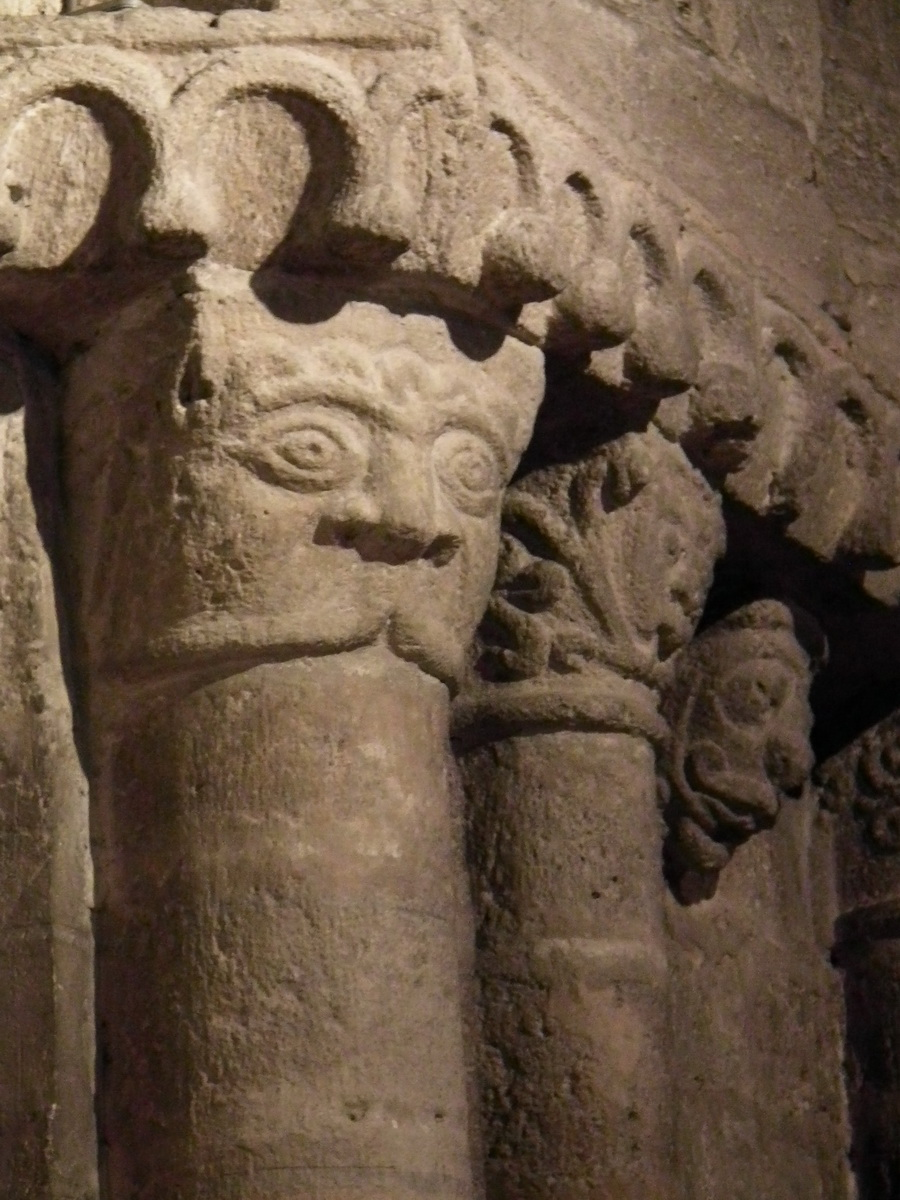
Chapiteaux de colonnes.
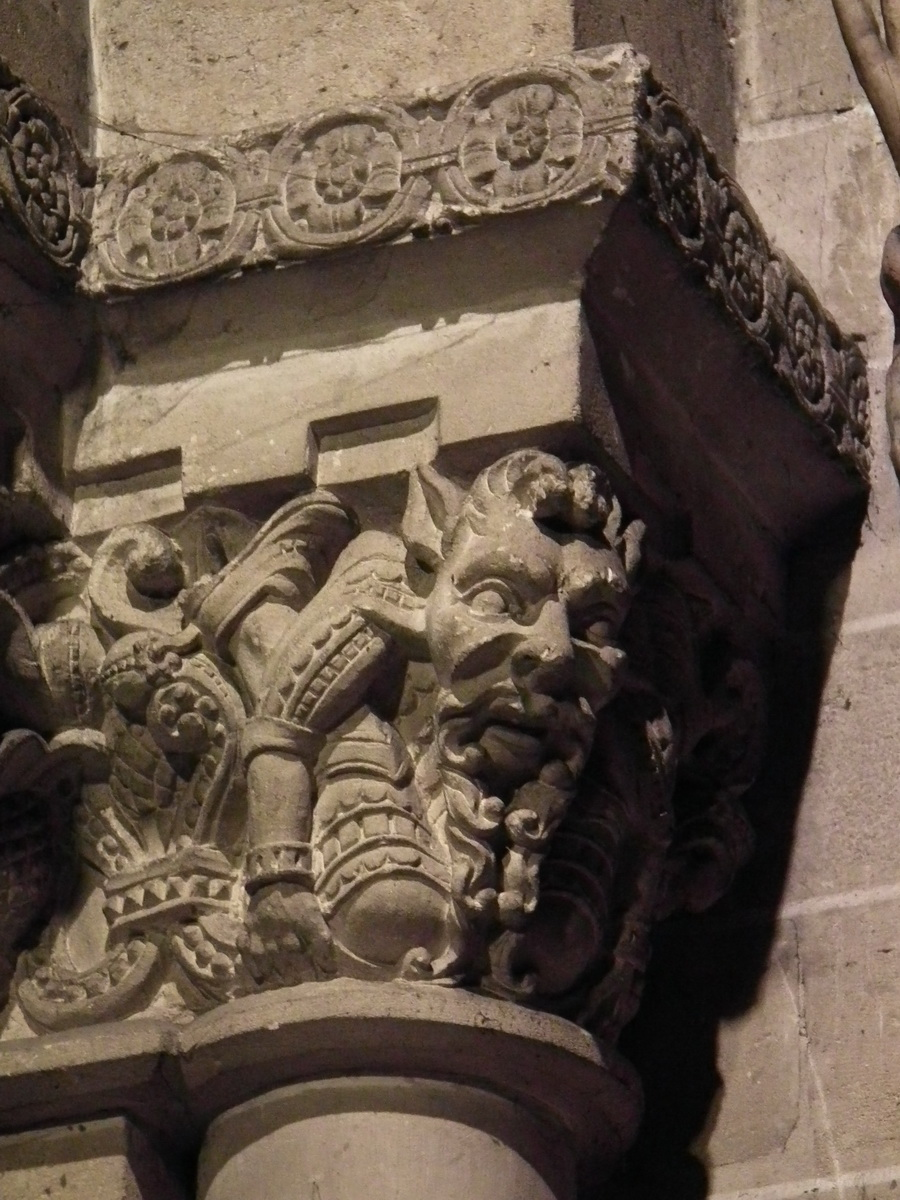
Chapiteau de colonne.

### Clocher
Le clocher est élevé sur la croisée du transept. Il date des années 1870, mais il s'agit d'une reconstruction du clocher élevé au XVe siècle. Il fait 57 mètres de haut. Sa flèche combine des éléments typiques de l'architecture de la Renaissance, à sa base, et de l'architecture gothique, à son sommet.

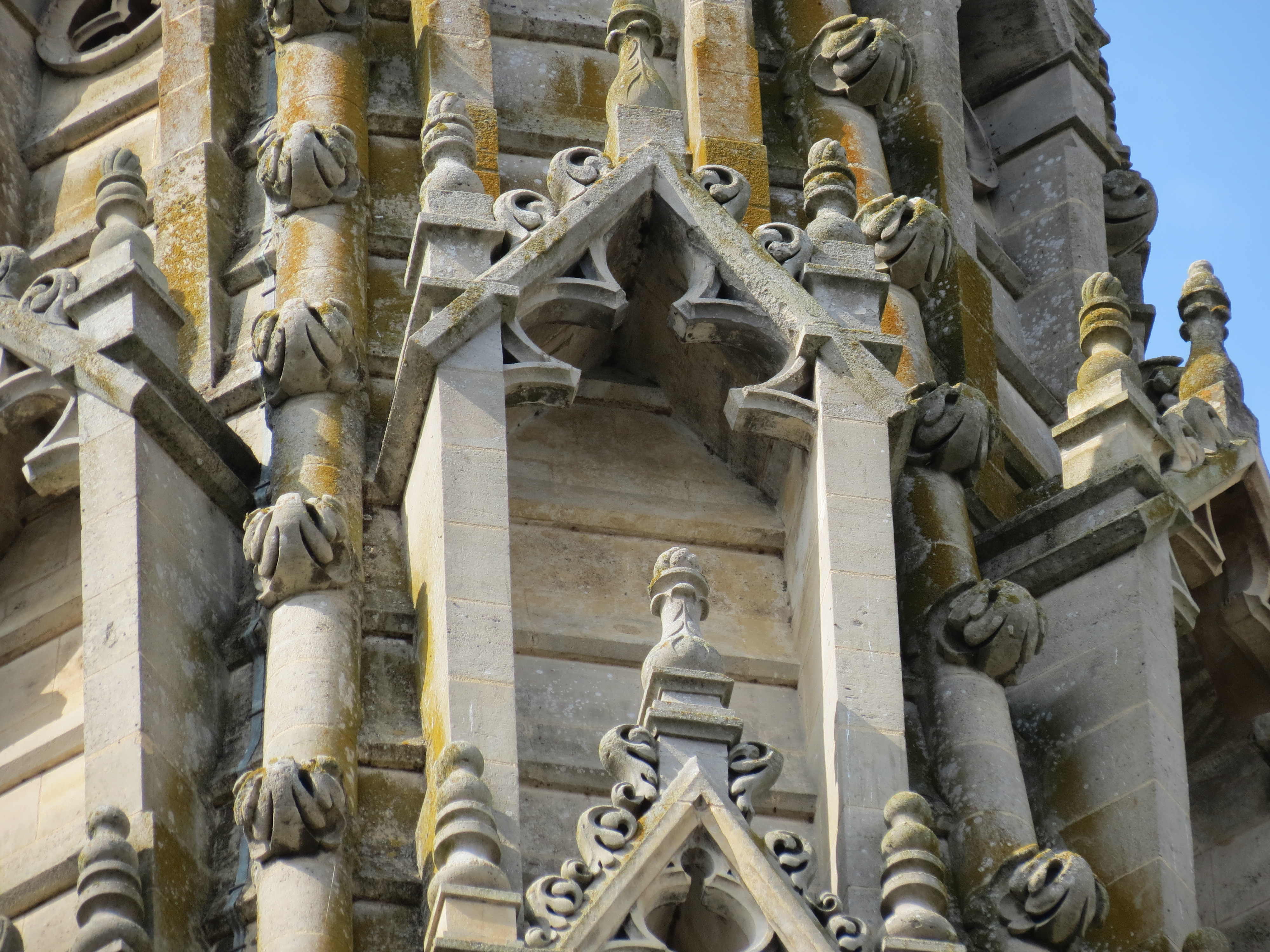
Détails Renaissance du clocher.
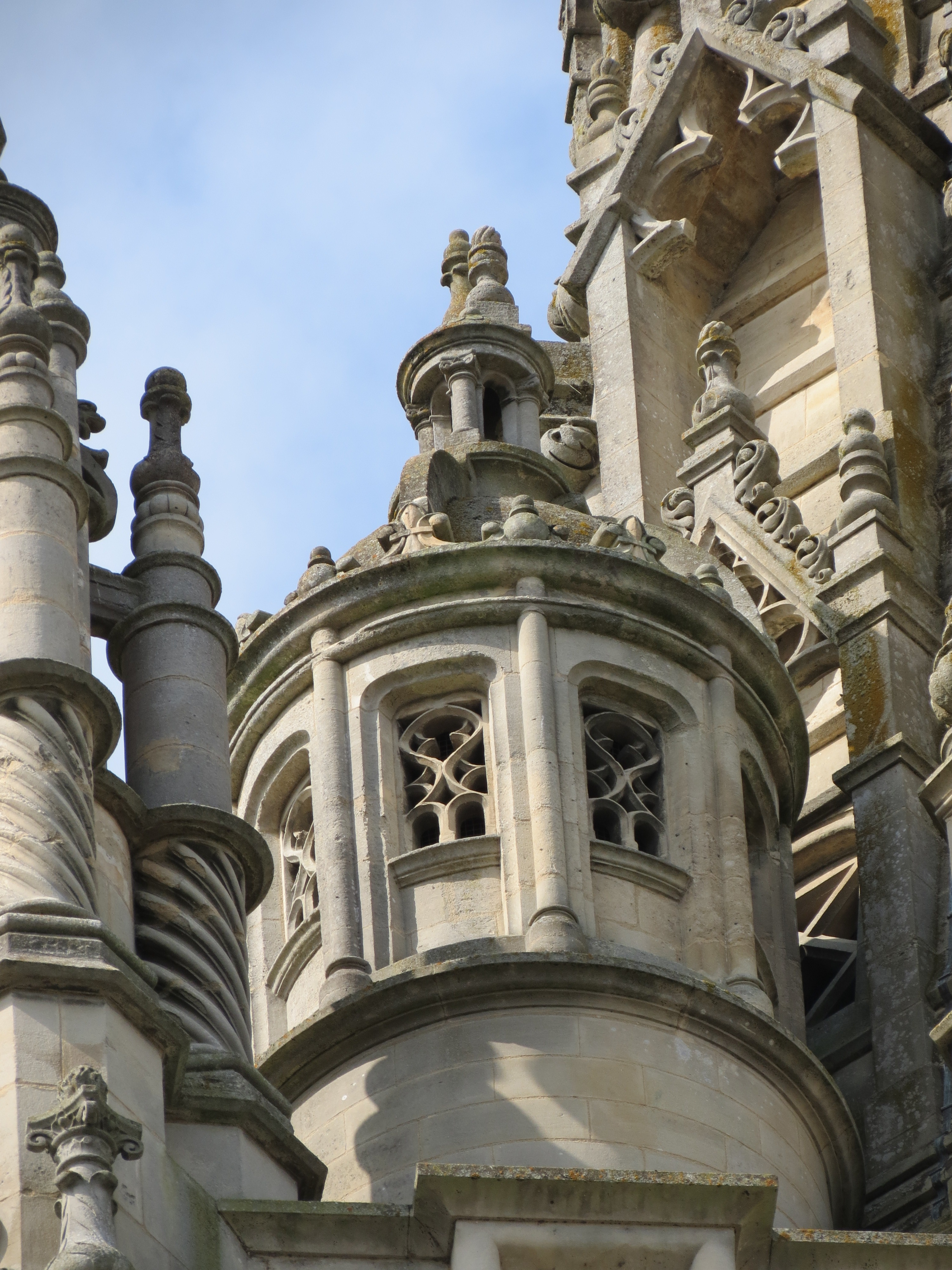
Détails Renaissance du clocher.
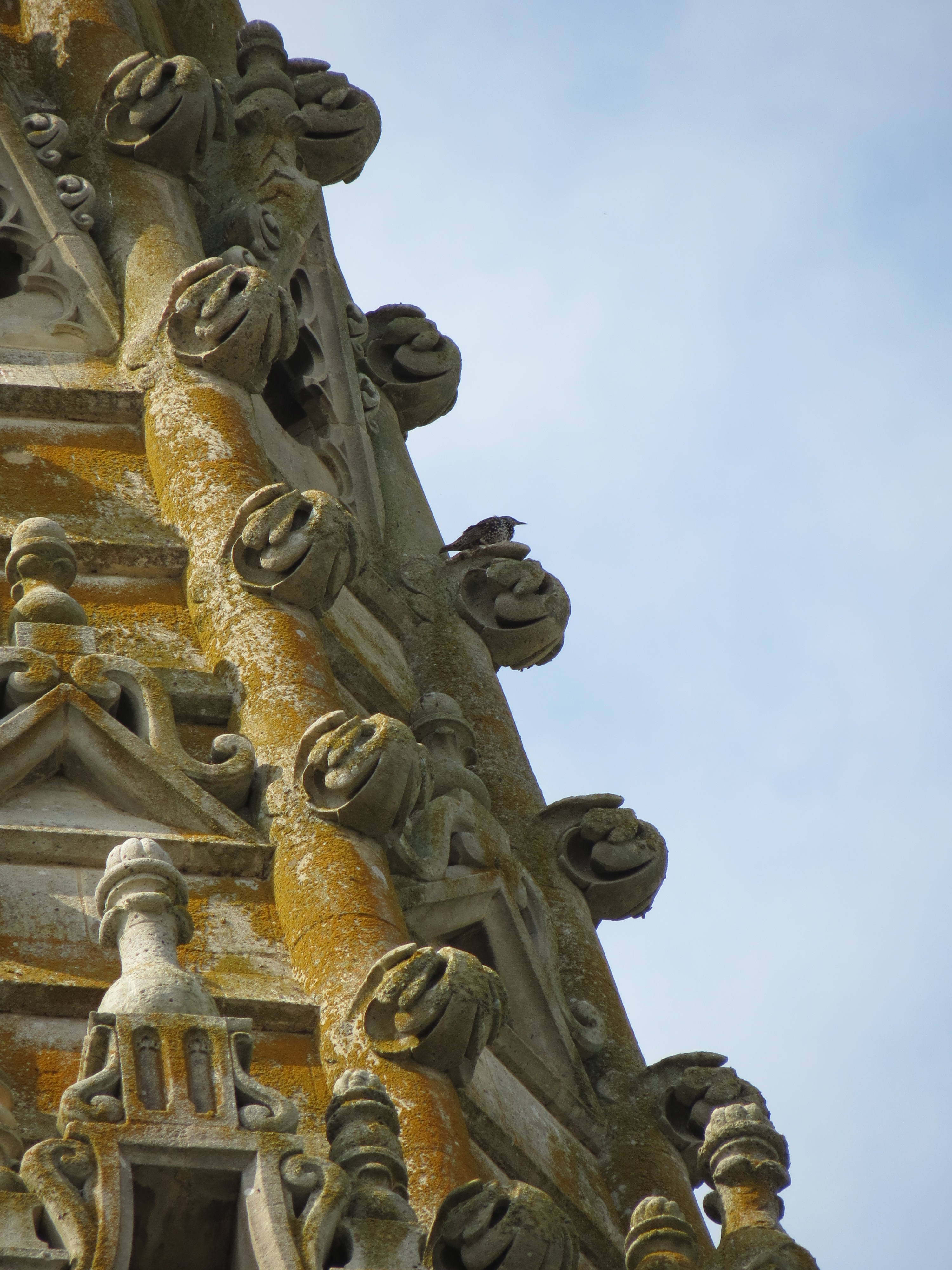
Inspiration gothique.

## Mobilier

### Statuaire

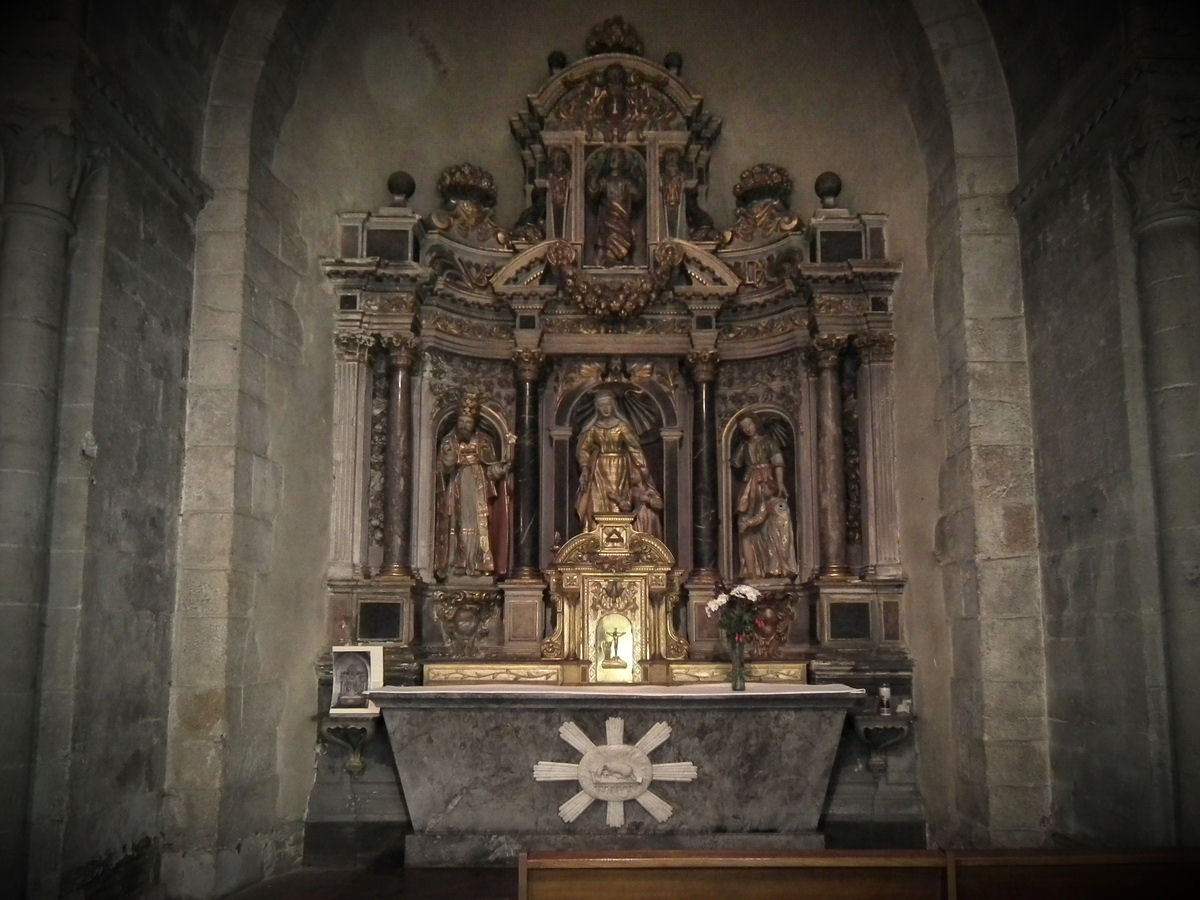
Le retable baroque.

La basilique renferme un riche ensemble de statues. « Notre-Dame d'Avesnières », qui est l'objet d'un pèlerinage, est une statue en calcaire qui date probablement du XIVe siècle. Elle fait 65 cm de haut et la tête, en bois, est une restitution moderne. Elle est placée dans le chœur, entre deux arcades. Elle surplombe une croix du XVe siècle. Celle-ci comprend un christ et ses extrémités sont ornées de quadrilobes peints qui illustrent les symboles des Évangélistes (Matthieu est représenté par un homme, Marc par un lion, Luc par un taureau et Jean par un aigle).
Dans une des chapelles se trouve la « Vierge au lait », en bois polychrome, et datée du XIIIe siècle ou du XIVe siècle. La tête de la Vierge est disproportionnée par rapport au corps, une particularité qui se rencontre fréquemment sur les statues médiévales. Une autre chapelle contient une statue de Bonaventure de Bagnoregio, patron des tisserands, et une pietà bretonne en terre cuite du XVIIe siècle est visible dans une autre.
La porte principale est encadrée par deux statues en bois illustrant le Saint Sauveur et saint Christophe. Le Saint Sauveur date du XIIIe siècle ou du XIVe siècle. Il est représenté sur la pointe des pieds, les paumes ouvertes et coiffé d'une tiare à trois rangs. La statue de saint Christophe date de 1583,. Les deux œuvres sont de très grandes dimensions (la statue de saint Christophe fait par exemple 3,50 mètres de haut). Ces deux statues sont classées au titre d'objets historiques, tout comme une statue en tuffeau de saint Michel du XVIe siècle.
Un cénotaphe dédié aux 14 martyrs de Laval est visible dans le bras sud du transept. Il s'agit d'une pyramide en marbre noir datant de 1816. Les restes de ces 14 prêtres guillotinés en 1794 ont été placés dans le chœur après leur béatification en 1955.

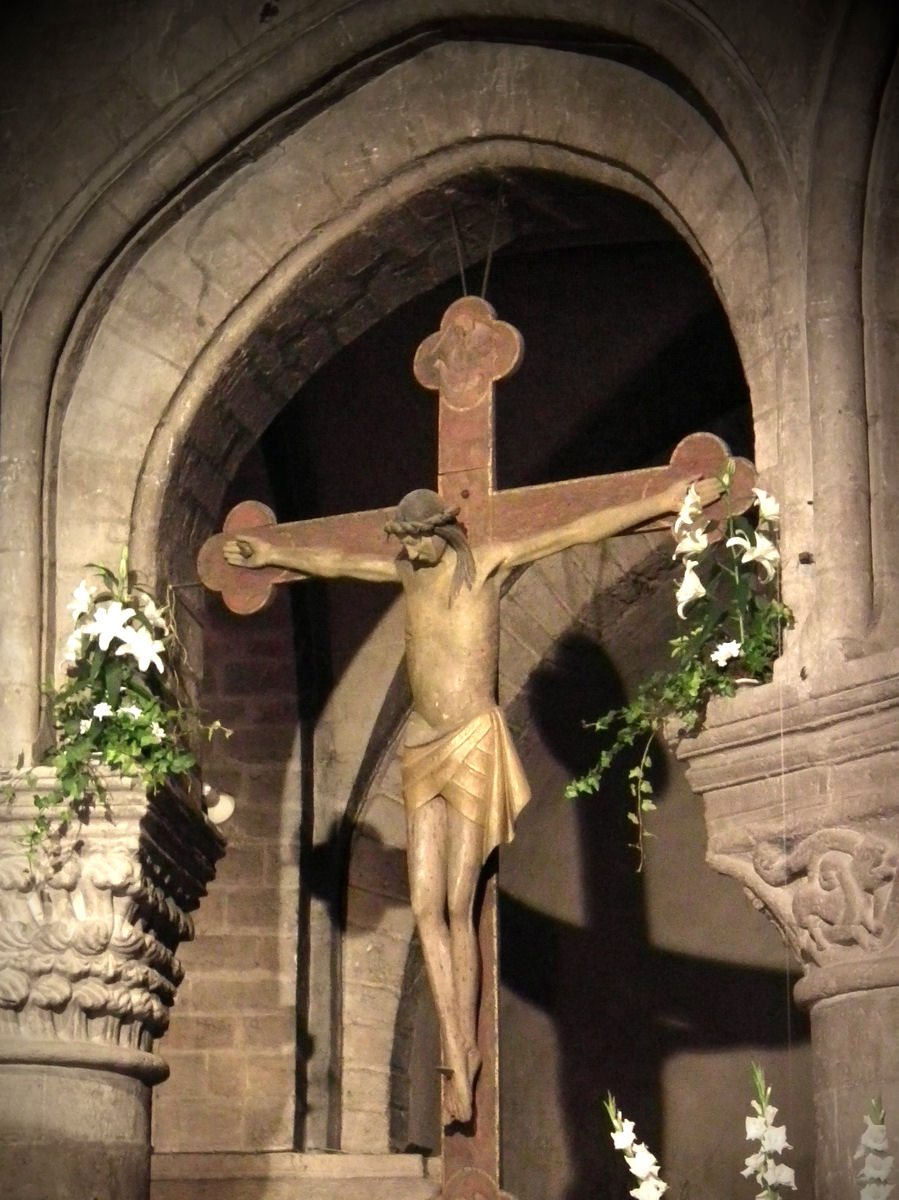
La croix du XVe siècle.
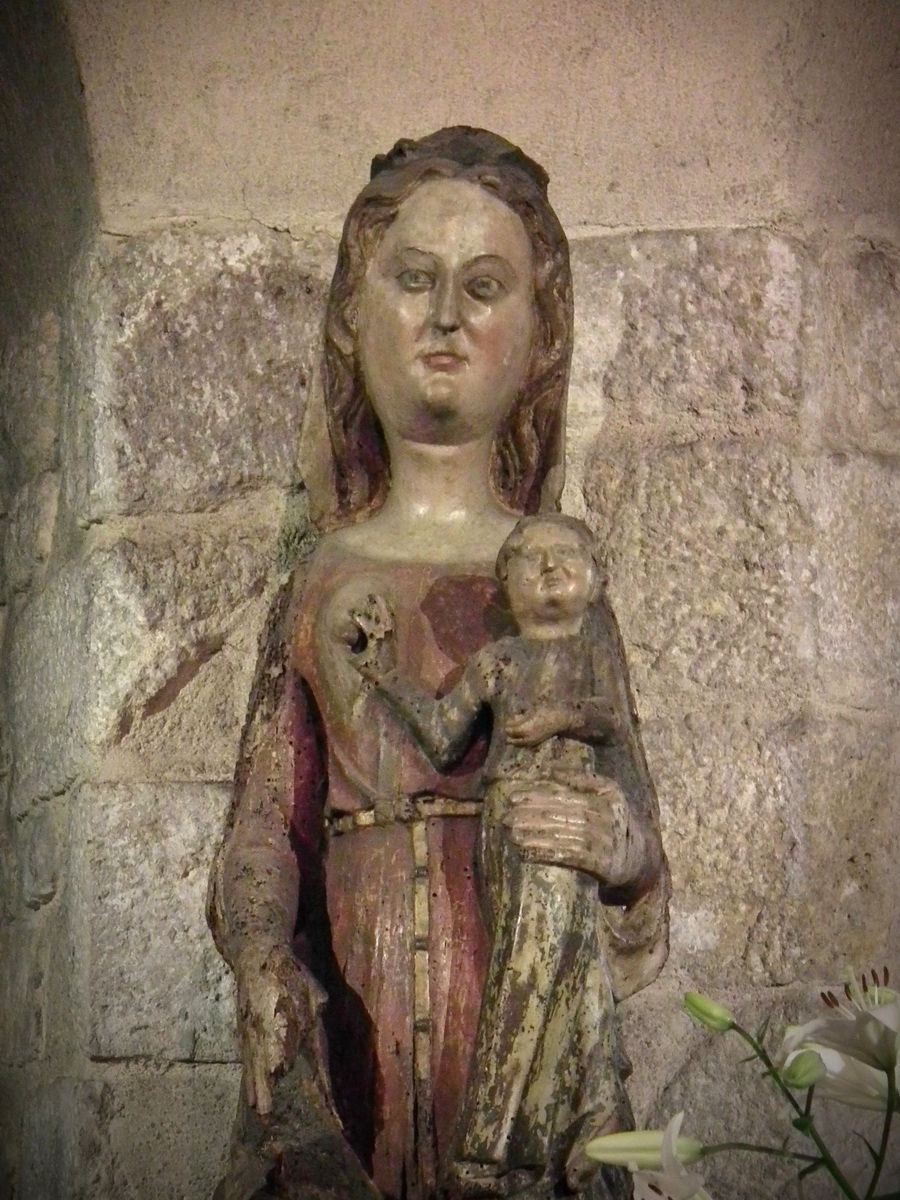
La « Vierge au lait ».
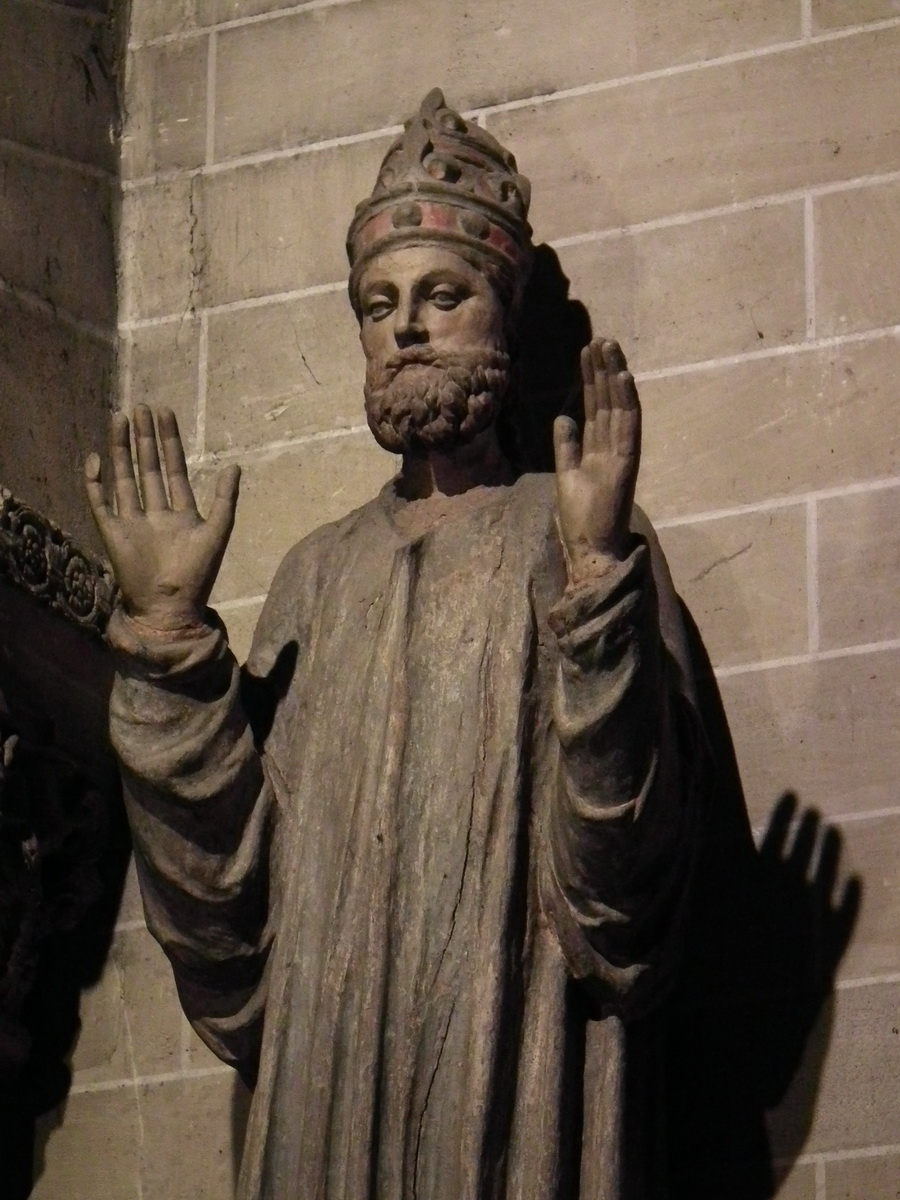
Le Saint Sauveur.
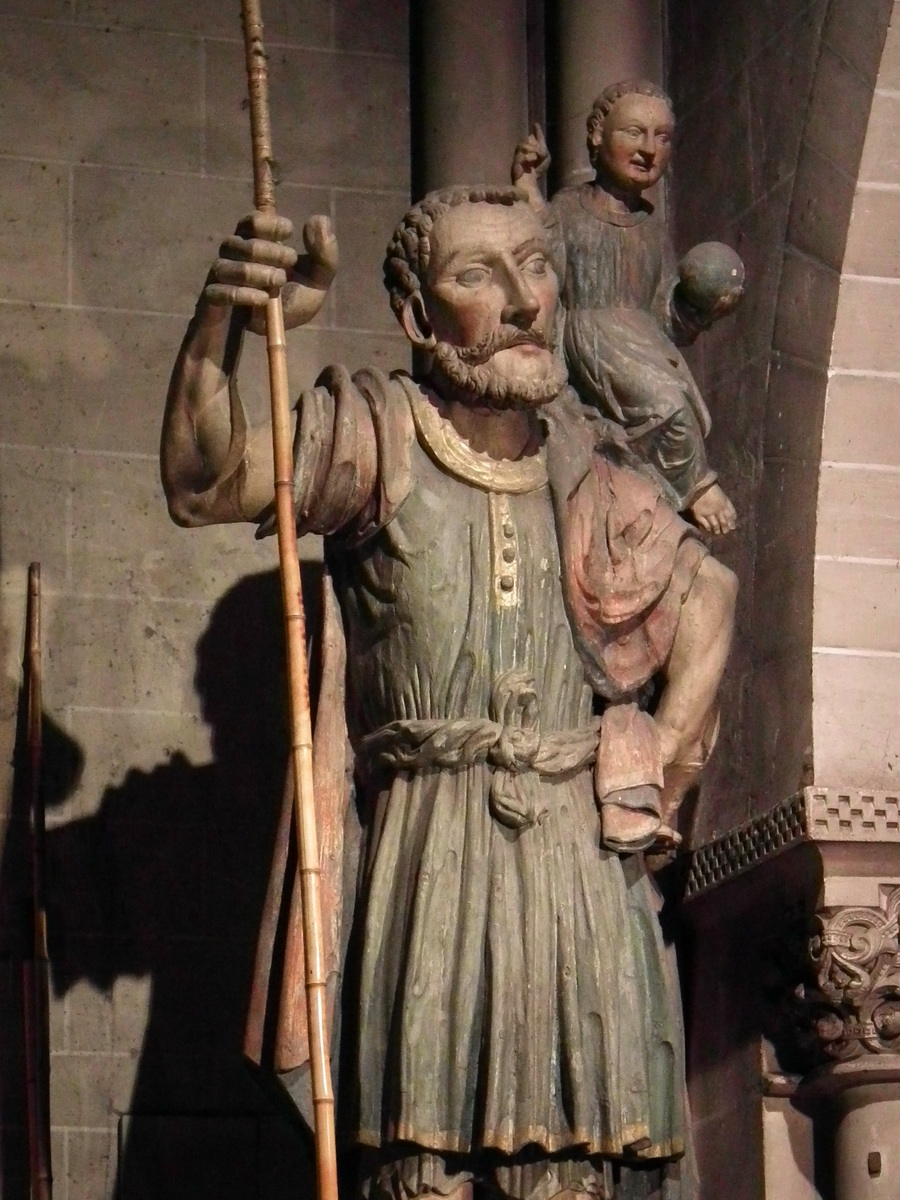
Saint Christophe.

### Retable
Un grand retable lavallois baroque du XVIIe siècle se situe dans l'absidiole du transept sud. Il a été réalisé par les frères Langlois et il comprend trois groupes de statues. Celui du centre représente sainte Anne et la Vierge, celui de gauche saint Urbain, et celui de droite, Tobie et l'archange Raphaël. L'ensemble est surmonté d'une petite statue de l'Enfant Jésus.

Une gravure de Jean-Baptiste Messager au XIXe siècle laisse penser que la basilique comportait un ensemble important et curieux de retables.

### Tableaux
La basilique possède un triptyque du XVe siècle attribué à Coppin de Delft, peintre néerlandais qui travaillait à la cour du roi René d'Anjou. Il illustre la Descente de croix. Ce tableau se trouve dans la chapelle du Couronnement, une annexe construite en 1974. Cette chapelle renferme un second triptyque, offert en 1900 et composé de différents émaux sur cuivre qui illustrent la Passion du Christ ainsi que l'Annonciation.
La basilique possède aussi un panneau peint du début du XVIe siècle illustrant la Vierge de douleur, ainsi qu'une toile du XVIIe siècle représentant le Christ devant Caïphe provenant de l'ancienne chapelle des Bénédictins de Laval. Ces deux œuvres sont classées au titre objets historiques.

### Vitraux
La chapelle du Couronnement contient une verrière du XVIe siècle illustrant le Couronnement de la Vierge. Les autres vitraux ont été détruits lors du bombardement du pont d'Avesnières en 1944. Ils ont été remplacés par des créations de Max Ingrand en 1945.

### Mobilier liturgique
À l'intérieur on trouve une chaire en pierre, sculptée par M. Cosnard.
À la tribune, au fond de la nef, on trouve les grandes orgues de Louis Debierre, grand facteur d'orgues nantais arrivé à l'apogée de son art à la fin du XIXe siècle. C'est un des seuls orgues à transmission électrique en France datant de cette époque.

### Papotier
Un papotier, en bois fruitier polychrome, a été sculptée par Jean Dubois en 1590. Elle était fixée au bas du buffet d’orgue de la basilique Notre-Dame d’Avesnières. L’organiste commandait un mécanisme qui permettait d’actionner la mâchoire ou de tourner les yeux.
Endommagé pendant les combats de la Guerre franco-allemande de 1870, le papotier de la basilique d'Avesnières est conservé et classé en 1878 grâce à Louis Garnier, responsable des monuments historiques de Laval, qui en fait aussi réaliser une copie en plâtre pour le musée de Laval. En 2006, la ville de Laval rachète pour 8000 € cette copie de plâtre aux descendants de Louis Garnier lors d'une vente publique à l'Hôtel Drouot.